# Spiro Koleka
Spiro Thoma Koleka (ur. 7 lipca 1908 we wsi Vuno okręg Wlora, zm. 22 sierpnia 2001 w Tiranie) – albański polityk komunistyczny, przewodniczący prezydium parlamentu w latach 1949–1950 i 1954–1956, wicepremier (1968–1976) i minister gospodarki, stryj Ediego Ramy.

## Życiorys
Pochodził z rodziny prawosławnej grecko-albańskiej, był synem Thomy Koleki. Kształcił się we włosko-albańskim Collegio Sant'Adriano w San Demetrio Corone. Naukę kontynuował na Uniwersytecie w Pizie, kończąc ją dyplomem inżyniera. Po powrocie do Albanii zaangażował się w działalność antypaństwową. W 1936–1937 pracował we włoskiej firmie w Fierze. W 1937 brał udział w strajku, za co został aresztowany.
Po agresji włoskiej na Albanię w kwietniu 1939, Koleka wyjechał do Jugosławii, skąd wrócił do Albanii w grudniu 1939. W 1940 nawiązał kontakty z ruchem komunistycznym i ruchem oporu. W 1943 został wybrany członkiem Rady Generalnej Ruchu Narodowowyzwoleńczego, a także wszedł do władz Komunistycznej Partii Albanii. W maju 1944 wszedł w skład Rządu Tymczasowego, kierowanego przez Envera Hodżę jako minister robót publicznych.
Po zakończeniu wojny piastował szereg wysokich stanowisk w administracji państwowej. W latach 1945–1987 był nieprzerwanie wybierany deputowanym do Zgromadzenia Ludowego.
W październiku 1948 objął stanowisko ministra komunikacji, miesiąc później stanął na czele Państwowej Komisji Planowania, stanowisko to objął ponownie w 1966. W listopadzie 1949 został po raz pierwszy wicepremierem, po raz kolejny to stanowisko piastował w latach 1968–1976. W latach 1953–1954 pełnił funkcję ministra przemysłu i budownictwa. W 1951 przebywał w Polsce, gdzie podpisał polsko-albański układ o współpracy technicznej i naukowo-badawczej.
W latach 1948–1981 był członkiem Biura Politycznego Albańskiej Partii Pracy. Dekretem Prezydenta Republiki z 13 lutego 1995 Spiro Koleka za udział w ludobójstwie narodu albańskiego został pozbawiony wszystkich odznaczeń i tytułów honorowych.
Był żonaty (żona Lica), miał córkę Ilirianę.